# Милованов, Иван Максимович
Иван Максимович Милованов (1764—1837) — военный и государственный деятель и юрист Российской империи, член Военной коллегии и Совета военного министра, генерал-аудитор, сенатор, чиновник 3-го класса.

## Биография
Милованов родился в 1764 году в семье священника. В 1783 году поступил на гражданскую службу в Тульскую губернию «из студентов» (учебное заведение, в котором он обучался, не установлено), проходя службу в качестве писца, 23 ноября 1785 года был произведён в коллежские регистраторы, в 1786 года занял должность секретаря Новосильского уездного суда.
В 1790 году Милованов перешёл на военную службу на должность обер-аудитора, 6 мая 1793 года был переименован в майоры с зачислениемв Малороссийский гренадерский полк, 9 мая 1796 года произведён в подполковники. В сентябре 1797 года переведён в Военную коллегию исправляющим должность обер-секретаря с переименованием в надворные советники, а 14 октября того же года за отличие по службе произведён в коллежские советники. 1 февраля 1802 года назначен членом Военной коллегии с производством в генерал-майоры и состоял в этой должности до 1812 года.
В течение этого времени Милованов исполнял весьма разнообразные поручения: присутствовал в комиссариатской экспедиции, состоял членом в комиссии для окончания старых нерешённых дел военного ведомства и был командирован на Кавказскую линию для освидетельствования драгунских эскадронов.
28 февраля 1812 года Милованов был назначен непременным членом Совета военного министра, оставаясь в этой должности до 1826 года, причём в 1824 году одновременно занял пост генерал-аудитора — директора Аудиториатского департамента Главного штаба Его Императорского Величества (то есть главы высшего военно-судебного установления Российской империи) и 12 декабря того же года «в вознаграждение долговременной службы и отличных трудов» был пожалован в чин 3-го класса. С января 1817 г. возглавил тогда же организованную "Комиссию для окончания нерешенных дел уничтоженных Провиантских комиссий и комиссионерств".
В 1826 году Милованов был уволен от должности члена Совета военного министра, с оставлением генерал-аудитором. Во главе Аудиториатского департамента он оставался до 28 февраля 1830 года, когда был пожалован в сенаторы и назначен к присутствию во 2-е отделение 6-го (московского) департамента Правительствующего Сената.
1 февраля 1837 года Милованов, переведённый к тому времени в неприсутствующие сенаторы, скончался.

## Награды
За свою службу Милованов неоднократно был удостоен Высочайшего благоволения и благодарностей своего непосредственного начальства, получал денежную награду, долгосрочную аренду и подарки (в том числе бриллиантовый перстень с вензелевым изображением имени императора Александра І), имел знак отличия за XLV лет беспорочной службы и ряд орденов, в их числе:
- Орден Святой Анны 2-й степени (21 декабря 1799 года)
- Орден Святого Владимира 3-й степени (12 ноября 1807 года)
- Орден Святой Анны 1-й степени (12 декабря 1816 года; алмазные знаки этого ордена пожалованы в 1819 году)
- Орден Святого Владимира 2-й степени (22 августа 1826 года)